# Гладка светеща акула
Гладката светеща акула (Etmopterus pusillus) е вид хрущялна риба от семейство Etmopteridae.

## Разпространение
Видът е разпространен в Австралия (Австралийска столична територия, Нов Южен Уелс и Тасмания), Ангола, Аржентина (Буенос Айрес, Рио Негро, Сан Луис (Аржентина), Санта Крус и Чубут), Бенин, Бразилия (Алагоас, Баия, Еспирито Санто, Парана, Пернамбуко, Рио Гранди до Норти и Рио де Жанейро), Габон, Гана, Екваториална Гвинея, Кабо Верде, Камерун, Либерия, Мексико (Тамаулипас), Намибия, Нова Зеландия (Северен остров), Португалия (Азорски острови и Мадейра), Сао Томе и Принсипи, САЩ (Алабама, Луизиана, Мисисипи, Тексас и Флорида), Того, Уругвай, Южна Африка и Япония (Хоншу).